# Joli Vent
Le Joli Vent est une chaloupe semi pontée, dite sinagot (du nom des habitants de Séné), bateau de pêche traditionnel du golfe du Morbihan).

Son port d'attache actuel est Vannes dans le Morbihan.

Son immatriculation est : VA 307200, VA pour le quartier maritime de Vannes.

## Histoire
Ce sinagot, construit en 1958 par le chantier naval Armand Thomas à Vannes a été lancé avec un gréement de cotre pour la plaisance, pour Mr Peyratout.

En 1977, il est vendu à Mr Gérard Asili et modifié en goélette, prenant le nom de Stenhurus. Revendu en 1982 à Mr Jean-Luc Bodet il est modifié en ketch et prend le nom de Joli Vent. En 1999, il est racheté par Mr Serge Lucas qui le rebaptise Vent de plume.

En 2006, l'association Amis du Sinagot rachète la coque, le reste ayant été démonté. Après une expertise du Chantier du Guip à l'Île-aux-Moines il est restauré et regréé en goëlette de 2007 à 2009.
Il est relancé sous le nom de Joli Vent lors de la Semaine du Golfe en 2009.
Il a participé à la Semaine du Golfe (2011,2013,2015) et Les Tonnerres de Brest 2012.